# Kratkobetna mlečnica
Kratkobetna mlečnica (znanstveno ime Lactarius acerrimus) je gliva iz rodu mlečnic (Lactarius). Specifični epitet accerimus pomeni 'najbolj oster' in se nanaša na njen močno pekoč okus.

## Značilnosti
Klobuk je širok od 5 do 12 cm, v mladosti obokan, pozneje bolj ali manj razprt in na sredini popkast. S starostjo se včasih poglobi v obliko lijaka. Površina je v mladosti fino žametna, matirana in kasneje vse bolj plešasta. Kremno rumen do oker klobuk je moker zelo masten. Robni pas, ki je pogosto nekoliko svetlejši, je včasih označen z neizrazito oker roza barvo. Rob je gladko ukrivljen do nepravilno valovit in ostane ukrivljen dolgo časa.
Lističi so v mladosti smetanaste barve, kasneje svetlo oker barve in imajo jasen rožnat lesk. Včasih so viličasto razcepljeni in se rahlo spuščajo po betu navzdol. Ob betu so valoviti, zaviti in močno povezani s prečnimi žilami. Robovi ostrink so gladki.
Kratek, čokat bet je visok 2 do 5 cm in debeol od 0,8 do 2 cm. Je valjast in rahlo zožen proti dnišču, precej trden, v mladosti poln in pozneje pogosto votel. Površina je v mladosti belkasta in poprhnjena, nato postane gola. Je oker ali včasih rjavkaste barve in včasih z bolj ali manj očitnimi luknjastimi pegami.
Meso pikantnega okusa je belo in na zraku ne spremenja barve. Ima prijeten, saden vonj. Bel mleček ne spreminja barve in ima zelo pekoč okus.

## Razširjenost in življenjski prostor
Kot vse mlečnice je tudi kratkobetna mlečnica mikorizna gliva, ki je strogo vezana na hraste. Je toploljubna vrsta in jo lahko najdemo v listnatih gozdovih in njihovih travnatih obrobjih na apnenčastih tleh z malo hranilnimi snovmi.
Je pretežno evropska vrsta, obstajajo pa tudi zapisi o najdbah iz Amerike (ZDA, Mehika) in Severne Afrike (Maroko). V Evropi je široko razširjena, le v Severni Evropi je redka in zato tam uvrščena na večino rdečih seznamov. 

## Mikroskopske značilnosti
Trosni odtis je oker rumen z rožnatim nadihom. Trosi so kroglasti do elipsasti z ornamenti sestavljenimi iz bradavic in grebenov delno povezanih v mrežo in visokimi do 1,2 μm. Trosi merijo 10,3–14 x 18,5–11,1 μm. Razmerje med dolžino in širino (Q) je 1,1 do 1,4. Bazidiji nosijo le po dva trosa v nasprotju z običajnimi štirimi pri prostotrosnicah.

## Podobne vrste
- kolobarčasta mlečnica (Lactarius zonarius) ima na kolobarjast klobuk
- barjanska mlečnica (Lactarius pubescens) ima kosmat rob klobuka
- zlatosočna mlečnica (Lactarius chrysorrheus) ima mleček, ki na zraku hitro porumeni
- macesnova mlečnica (Lactarius porniniae) ima oranžen klobuk in mleček, ki je grenak a ne pekoč
- hribovska mlečnica (Lactarius zonarioides) ima oranžen kolobarjast klobuk in mleček, ki posušen postane sivo zelenkaste barve

## Uporabnost
Neužitna.

## Galerija slik
- klobuk
- lističi in bet
- gruča mladih gob
- lističi in mleček pri mladih gobah
- trosi
- bazidiji